# فيل براينت
ديوي فيليب «فيل» براينت. (بالإنجليزية: Dewey Phillip "Phil" Bryant.)؛ . وهو سياسي أمريكي والحاكم رقم 64 لولاية مسيسيبي عن الحزب الجمهوري منذ 10 يناير 2012 خلفا للحاكم السابق للولاية هايلي باربر. شغل براينت نائبا لحاكم الولاية مابين عامي 2008 - 2012 .
| الحاكم السابق هايلي باربر 2004 - 2012 | الحاكم الحالي للولاية فيل براينت 2012 - الآن | بعده: لايوجد. |